# Fläckstyltmal
Fläckstyltmal (Caloptilia suberinella) är en fjärilsart som först beskrevs av Johan Martin Jacob af Tengström 1848.  Fläckstyltmal ingår i släktet Caloptilia och familjen styltmalar.
Artens utbredningsområde är:
- Estland.
- Lettland.
- Danmark.
- Finland.
- Tyskland.
- Nederländerna.
- Norge.
- Polen.
- Sverige.
- Schweiz.
- Ukraina.

Arten är reproducerande i Sverige. Inga underarter finns listade i Catalogue of Life.